# Епархия непосредственного подчинения Святому Престолу
Епархия непосредственного подчинения Святому Престолу — епархия Римско-католической Церкви, непосредственно зависящая от Святого Престола и не подчиняющаяся власти местного митрополита-архиепископа. Эквивалентный термин, но в настоящее время не используемый, освобожденная епархия (от юрисдикции митрополии).

## Традиционное правило
Обычное правило состоит в том, что епархии относятся к различным церковным провинциям, возглавляемыми митрополитами-архиепископами, и называются суффраганными епархиями. Может случиться так, что, особенно, по историческим причинам или по серьёзным случайным вопросам, епархия и даже, в исключительных случаях, архиепархия не считается включённой в церковную провинцию, а зависит непосредственно от Святого Престола.
Однако с учреждением церковных регионов непосредственно подчиненные епархии также становятся частью этих институтов, и, таким образом, разница между суффраганными и непосредственно подчиненными епархиями стирается.
Особый случай касается церковного региона Лацио: Римская провинция состоит только из Римской епархии и семи субурбикарных кафедр, в то время как другие епархии региона не считаются суффраганными Рима, а непосредственно подчиняются Апостольскому Престолу, а те (так называемый de numero), включая, по крайней мере частично, находящуюся в сотне миль от Рима древнюю юрисдикцию, называемую районом, префекта города (префекта имперского Рима), роль, которую до 15 августа 1972 года исполнял кардинал-викарий Рима. Епископы этих епархий имели обязанность участвовать в священных консисториях римского понтифика и привилегию класть по четыре уисточки с каждой стороны на епископский герб, подобно архиепископам. После того, как de numero был упразднён в 1972 году, факультивно он был оставлен их епископам, чтобы они по-прежнему участвовали в консисториях и ставили четыре кисточки или кисточки на свой герб.
То же самое касается положения территориальных аббатств или епархий других обрядов, удалённых от латинских провинций, в которых они действуют. Особый случай представляет собой швейцарская ситуация, в которой все епархии подчиняются непосредственно, в силу сложившейся в XIX веке ситуации, которую было бы трудно и сложно изменить.

## Соборная реформа
Декрет Второго Ватиканского Собора Christus Dominus, обнародованный в 1965 году, установил принцип, согласно которому все епархии должны принадлежать церковной провинции. Следовательно, многие епархии, которые по привилегии непосредственно подчинялись Святому Престолу, стали суффраганными епархиями.

## Список епархий непосредственного подчинения Святому Престолу
Этот список включает в себя все церковные округа, непосредственно подчиненные Святому Престолу, то есть те, которые подчиняются Святому Престолу без посредничества других церковных образований: поэтому они не принадлежат какой-либо митрополии (или церковной провинции).
Епархии (и приравненные к ним территориальные образования) разделены по континентам и государствам.

### Европа

#### Австрия
- Территориальное аббатство Веттинген-Мерерау;
- Ординариат для грекокатоликов в Австрии.

#### Белоруссия
- Ординариат Восточной Европы[2].

#### Болгария
- Епархия Никопола;
- Епархия Софии — Пловдива;
- Епархия Святого Иоанна XXIII в Софии.

#### Великобритания
- Епархия Святого Семейства в Лондоне;
- Епархия Великобритании;
- Персональный ординариат Уолсингемской Девы Марии.

#### Венгрия
- Территориальное аббатство Паннонхальма.

#### Германия
- Апостольский экзархат Германии и Скандинавии[3].

#### Гибралтар
- Епархия Гибралтара.

#### Греция
- Афинская архиепархия;
- Архиепархия Родоса;
- Апостольский экзархат Греции;
- Ординариат Греции.

#### Дания
- Епархия Копенгагена;
- Апостольский экзархат Германии и Скандинавии[3].

#### Исландия
- Епархия Рейкьявика.

#### Испания
- Ординариат Испании для верных восточного обряда.

#### Италия
- Архиепархия Гаэты;
- Архиепархия Лукки;
- Архиепархия Сполето-Норчии;
- Епархия Ананьи—Алатри;
- Епархия Витербо;
- Епархия Латина-Террачина-Сецце-Приверно;
- Епархия Орвието-Тоди;
- Епархия Риети;
- Епархия Сора-Кассино-Аквино-Понтекорво;
- Епархия Терни-Нарни-Амелии;
- Епархия Тиволи;
- Епархия Фрозиноне-Вероли-Ферентино;
- Епархия Чивита-Кастелланы;
- Епархия Чивитавеккьи-Тарквинии;
- Епархия Лунгро;
- Епархия Пьяна-дельи-Альбанези;
- Апостольский экзархат Италии;
- Территориальное аббатство Монтекассино;
- Территориальное аббатство Монте-Оливето-Маджоре;
- Территориальное аббатство Гроттаферрата;
- Территориальное аббатство Субьяко.

#### Косово
- Епархия Призрена и Приштины.

#### Латвия
- Ординариат Восточной Европы[2].

#### Литва
- Ординариат Восточной Европы[2].

#### Лихтенштейн
- Архиепархия Вадуца.

#### Люксембург
- Архиепархия Люксембурга.

#### Северная Македония
- Епархия Успения Пресвятой Богородицы в Струмице — Скопье.

#### Молдавия
- Епархия Кишинёва

#### Монако
- Архиепархия Монако.

#### Норвегия
- Епархия Осло;
- Апостольский экзархат Германии и Скандинавии[3];
- Территориальная прелатура Тромсё;
- Территориальная прелатура Тронхейма.

#### Польша
- Перемышльско-Варшавская архиепархия;
- Ординариат Польши.

#### Румыния
- Архиепархия Алба-Юлии;
- Ординариат Румынии.

#### Россия
- Апостольский экзархат России;
- Ординариат Восточной Европы[2].

#### Сербия
- Епархия Руски-Крстура.

#### Турция
- Апостольский экзархат Константинополя.

#### Украина
- Архиепархия Львова (армяно-католическая);
- Мукачевская грекокатолическая епархия.

#### Финляндия
- Епархия Хельсинки.

#### Франция
- Архиепархия Страсбурга;
- Епархия Меца;
- Епархия Святого Креста в Париже;
- Епархия Пресвятой Девы Марии Ливанской в Париже;
- Епархия Святого Владимира Великого в Париже;
- Ординариат Франции для верных восточного обряда.

#### Хорватия
- Архиепархия Задара

#### Черногория
- Архиепархия Бара.

#### Чехия
- Апостольский Экзархат Чешской Республики.

#### Швейцария
- Базельское епископство;
- Епископство Кур;
- Епархия Лозанны, Женевы и Фрибура;
- Епархия Лугано;
- Санкт-Галленское епископство;
- Епархия Сьона;
- Айнзидельнское аббатство;
- Территориальное аббатство Святого Маврикия.

#### Швеция
- Епархия Стокгольма;
- Апостольский экзархат Германии и Скандинавии[3].

#### Эстония
- Ординариат Восточной Европы[2].

### Азия

#### Армения
- Ординариат Восточной Европы[2]

#### Грузия
- Ординариат Восточной Европы[2].

#### Индия
- Епархия Фаридабада;
- Епархия Хосура;
- Епархия Святого Иоанна Хрисостома в Гургаоне;
- Епархия Шамшабада.

#### Ирак
- Архиепархия Багдада.

#### Иран
- Архиепархия Тегерана-Исфахана.

#### Казахстан
- Апостольская администратура для католиков византийского обряда в Казахстане и Центральной Азии[4].

#### Киргизстан
- Апостольская администратура для католиков византийского обряда в Казахстане и Центральной Азии[4].

#### Китай
- Епархия Макао;
- Апостольский экзархат Харбина.

#### Корея
- Территориальное аббатство Токвон.

#### Сингапур
- Архиепархия Сингапура.

#### Таджикистан
- Апостольская администратура для католиков византийского обряда в Казахстане и Центральной Азии[4].

#### Туркменистан
- Апостольская администратура для католиков византийского обряда в Казахстане и Центральной Азии[4].

#### Узбекистан
- Апостольская администратура для католиков византийского обряда в Казахстане и Центральной Азии[4].

#### Япония
- Персональный ординариат Пресвятой Девы Марии Южного Креста[5].

### Африка

#### Алжир
- Епархия Лагуата.

#### Гамбия
- Епархия Банжула.

#### Гвинея-Бисау
- Епархия Бафаты;
- Епархия Бисау.

#### Джибути
- Епархия Джибути.

#### Кабо-Верде
- Епархия Минделу;
- Епархия Сантьягу.

#### Мавритания
- Епархия Нуакшота.

#### Марокко
- Архиепархия Рабата;
- Архиепархия Танжера.

#### Нигерия
- Епархия Благовещения.

#### Реюньон
- Епархия Сен-Дени-де-ла-Реюньон.

#### Сан-Томе и Принсипи
- Епархия Сан-Томе и Принсипи.

#### Сейшелы
- Епархия Порт-Виктории.

#### Сомали
- Епархия Могадишо.

#### Тунис
- Архиепархия Туниса.

### Океания

#### Австралия
- Архиепархия Канберры и Гоулбёрна;
- Архиепархия Хобарта;
- Епархия Святого Марона в Сиднее;
- Епархия Святого Михаила в Сиднее[6]
- Епархия Святого Фомы в Сиднее[6]
- Епархия Святого Фомы в Мельбурне;
- Персональный ординариат Пресвятой Девы Марии Южного Креста[5].

#### Новая Зеландия
- Епархия Святого Михаила в Сиднее[6];
- Епархия Святого Фомы в Сиднее[6].

#### Тонга
- Епархия Тонги[7].

### Америка

#### Аргентина
- Епархия святого Григора Нарекаци в Буэнос-Айресе;
- Апостольский экзархат в Аргентине;
- Ординариат Аргентины для верных восточного обряда.

#### Бразилия
- Персональная апостольская администратура святого Иоанна Марии Вианнея;
- Экзархат Латинской Америки и Мексики[8];
- Ординариат Бразилии для верных восточного обряда.

#### Венесуэла
- Апостольский экзархат в Венесуэле (мелькитский);
- Апостольский экзархат в Венесуэле (сиро-католический).

#### Канада
- Архиепархия Виннипега;
- Апостольский экзархат Канады (сиро-католический);
- Епархия Святого Спасителя в Монреале;
- Епархия Мар Аддая в Торонто;
- Епархия Миссиссоги;
- Епархия Пресвятой Девы Марии Нарег в Глендейле[9];
- Епархия Святого Георгия в Кантоне[9];
- Епархия Святого Марона в Монреале;
- Епархия Святой Марии Царицы Мира[9];
- Персональный Ординариат Кафедры Святого Петра[10].

#### Колумбия
- Апостольский экзархат Колумбии.

#### Мексика
- Экзархат Латинской Америки и Мексики[8];
- Епархия Пресвятой Девы Марии Ливанских Мучеников в Мехико;
- Епархия Пресвятой Девы Марии в Мехико.

#### Соединённые Штаты Америки
- Епархия Пресвятой Девы Марии Благовещения в Ньютоне;
- Епархия Пресвятой Девы Марии Избавительницы в Ньюарке;
- Епархия Пресвятой Девы Марии Ливанской в Лос-Анджелесе;
- Епархия Пресвятой Девы Марии Нарег в Глендейле[9];
- Епархия Святого Георгия в Кантоне[9];
- Епархия Святого Марона в Бруклине;
- Епархия Святого Петра в Сан-Диего;
- Епархия Святой Марии Царицы Мира[9];
- Епархия святого Фомы в Чикаго;
- Епархия Святого Фомы в Детройте;
- Персональный Ординариат Кафедры Святого Петра[10].

#### Уругвай
- Экзархат Латинской Америки и Мексики[8].